# 1996 în științifico-fantastic
- 1995 în științifico-fantastic — 1996 în științifico-fantastic — 1997 în științifico-fantastic

1996 în științifico-fantastic a implicat o serie de evenimente:
- A apărut ultimul număr al săptămânalului Jurnalul SF. Acesta a fost, probabil, potrivit etichetei de pe prima pagină, singurul săptămânal SF din lume.[1]

## Nașteri și decese

### Decese
- Rudolf Braunburg (n. 1924)
- Brian Daley (n. 1947)
- Lee van Dovski (Pseudonimul lui Herbert Lewandowski; n. 1896)
- Herbert Erdmann (n. 1926)
- Klára Fehér (n. 1919)
- Horace L. Gold (n. 1914)
- Peter Griese (n. 1938)
- Sam Merwin jr. (n. 1910)
- Walter M. Miller, Jr. (n. 1923)
- Dimităr Peev (n. 1919)
- Frank Riley (Pseudonimul lui Frank Rhylick) (n. 1915)
- Carl Sagan (n. 1934)
- George H. Smith (n. 1922)
- Hans Wolf Sommer (n. 1939)

## Filme
| Titlu                      | Regizor            | Distribuție                                                               | Țara                                           | Sub-Gen /Note     |
| -------------------------- | ------------------ | ------------------------------------------------------------------------- | ---------------------------------------------- | ----------------- |
| Adrenalin: Fear the Rush   | Albert Pyun        | Christopher Lambert, Natasha Henstridge, Norbert Weisser                  | Statele Unite ale Americii                     |                   |
| The Arrival                | David N. Twohy     | Charlie Sheen, Ron Silver, Lindsay Crouse                                 | Statele Unite ale Americii                     |                   |
| Barb Wire                  | David Hogan        | Pamela Anderson, Temuera Morrison                                         | Statele Unite ale Americii                     | [ 3 ]             |
| Crossworlds                | Krishna Rao        | Rutger Hauer, Josh Charles, Stuart Wilson                                 | Statele Unite ale Americii                     | [ 4 ]             |
| Escape from L.A.           | John Carpenter     | Kurt Russell, Stacy Keach, Steve Buscemi                                  | Statele Unite ale Americii                     |                   |
| Gamera 2: Attack of Legion | Shusuke Kaneko     |                                                                           | Japonia                                        |                   |
| Independence Day           | Roland Emmerich    | Will Smith, Bill Pullman, Jeff Goldblum                                   | Statele Unite ale Americii                     | [ 5 ]             |
| The Island of Dr. Moreau   | John Frankenheimer | Marlon Brando, Val Kilmer, Fairuza Balk, David Thewlis, Ron Perlman       | Statele Unite ale Americii                     | [ 6 ]             |
| Mars Attacks!              | Tim Burton         | Jack Nicholson, Glenn Close, Annette Bening                               | Statele Unite ale Americii                     |                   |
| Memory Run                 | Allan A. Goldstein | Karen Duffy, Matt McCoy                                                   | Statele Unite ale Americii                     | [ 7 ]             |
| Multiplicity               | Harold Ramis       | Michael Keaton, Andie MacDowell                                           | Statele Unite ale Americii                     |                   |
| Nemesis 3: Prey Harder     | Albert Pyun        | Sue Price, Tim Thomerson, Xavier Declie                                   | Statele Unite ale Americii                     |                   |
| Nemesis 4: Death Angel     | Albert Pyun        | Sue Price, Andrew Divoff, Norbert Weisser                                 | Statele Unite ale Americii                     |                   |
| Rubber's Lover             | Shozin Fukui       |                                                                           | Japonia                                        |                   |
| Sci-Fighters               | Peter Svatek       | Roddy Piper, Jayne Heitmeyer                                              | Statele Unite ale Americii                     |                   |
| Solo                       | Norberto Barba     | Mario Van Peebles, Barry Corbin, William Sadler                           | Statele Unite ale Americii                     |                   |
| Space Truckers             | Stuart Gordon      | Dennis Hopper, Stephen Dorff, Debi Mazar                                  | Statele Unite ale Americii · Republica Irlanda |                   |
| Star Trek: First Contact   | Jonathan Frakes    | Patrick Stewart, Jonathan Frakes, Brent Spiner, LeVar Burton, Alice Krige | Statele Unite ale Americii                     | [ 8 ]             |
| Tykho Moon                 | Enki Bilal         | Johan Leysen, Julie Delpy, Tchéky Karyo                                   | Franța · Germania                              | [ 9 ]             |
| Zone 39                    | John Tatoulis      | Carolyn Bock, Peter Phelps, William Zappa                                 | Australia                                      | dramă psihologică |
|                            |                    |                                                                           |                                                |                   |

## Seriale TV
- Homeboys in Outer Space

## Premii

### Premiul Hugo
Premiile Hugo decernate la Worldcon pentru cele mai bune lucrări apărute în anul precedent:
- Premiul Hugo pentru cel mai bun roman:  Era de diamant de Neal Stephenson
- Premiul Hugo pentru cea mai bună povestire:
- Premiul Hugo pentru cea mai bună prezentare dramatică:
- Premiul Hugo pentru cea mai bună revistă profesionistă:
- Premiul Hugo pentru cel mai bun fanzin:

### Premiul Nebula
Premiile Nebula acordate de Science Fiction and Fantasy Writers of America pentru cele mai bune lucrări apărute în anul precedent:
- Premiul Nebula pentru cel mai bun roman: Râul liniștit de Nicola Griffith
- Premiul Nebula pentru cea mai bună nuvelă:
- Premiul Nebula pentru cea mai bună povestire:

### Premiul Saturn
Premiile Saturn sunt acordate de Academy of Science Fiction, Fantasy and Horror Films:
- Premiul Saturn pentru cel mai bun film științifico-fantastic:  Ziua Independenței, regizat de Roland Emmerich